# Techantinger Mittagskogel
Der Techantinger Mittagskogel, auch Truppekogel, slowenisch Trupejevo poldne, ist ein Gipfel der Karawanken, zwischen Villach im Kärntner Drautal und dem slowenischen Kranjska Gora im Tal der Sava Dolnika.

## Lage und Landschaft
Der Gipfel liegt in den Westkarawanken (Mittagskogelgruppe), südlich des Ausgangs des Gailtals und des Faaker Sees, direkt an der österreichisch-slowenischen Grenze, im Gemeindegebiet von Finkenstein am Faaker See, Bezirk Villach-Land und Kranjska Gora.

## Name
Wie etliche andere Karawankengipfel auch ist der Berg ein Zwölf-Uhr-Zeigeberg, er hat seinen Namen von der Ortschaft Techanting her. Sein anderer Name bezieht sich auf das Gehöft Truppe/Trupej, südlich von Techanting. Slowenisch poldne bedeutet ebenfalls ‚Mittag[sberg]‘.
Vereinzelt wird auch ein Nachbargipfel, die Graischza/Grajsca (1690 m) unter dem Namen genannt, der zu Techanting genauer liegt.

## Geologie
Der ganze Hauptgrat der Karawanken vom Techantinger- und Mallestiger Mittagskogel bis zum Schwarzkogel wird aus Schlerndolomit aufgebaut, sodass in diesem Kammabschnitt an die Dolomiten erinnernde, schroffe Zinnenformen vorherrschen.

## Bergsturz 2010
Der Gipfel ist mit 1931 m ü. A. angegeben. Zwischen  14. und 17. August 2010 kam es nach einem starken Gewitter mit Blitzschlag zu einem Felssturz. Dabei gingen auf der Nordseite etwa 300 Kubikmetern Felsen ab, und rissen das Gipfelkreuz etwa 250 Meter mit. Die Gipfelzone ist nun hochgradig unsicher, und die aktuelle Höhe des Berges nicht vermessen.

## Wege
Der Techantinger Mittagskogel kann bestiegen werden:
- von Österreich aus
  - von Gödersdorf, Goritschach oder Susalitsch über Zollhütte/Pridouhütte
  - von Kanzianiberg über Illitsch
  - von Altfinkenstein, Gasthof Baumgartnerhof (Parkplatz 960 m, Weg 683): 4,5–5 Stunden
- von Slowenien aus von Srednji vrh bei Kranjska Gora (960 m) durch das Jermantal oder Hladniktal
- außerdem liegt der Berg als Abstecher vom Karawanken-Höhenweg (Variante des Südalpenweg, Österreichischer Weitwanderweg 03) an, vom Wurzenpass/Blekowa Alm (1073 m).